# Avahi betsileo
Avahi betsileo är en primat i släktet ullmakier som förekommer på östra Madagaskar. Artepitet betsileo i det vetenskapliga namnet är djurets trivialnamn i språket av folket som lever i orten Fandriana.
Individerna blir 26 till 31,1 cm långa (huvud och bål), har en 28,3 till 34,4 cm lång svans och väger 900 till 1200 g. Arten har en ljus rödbrun päls på ovansidan och på armarnas och benens utsida. Bukens centrum är mörkgrå och närmare kroppssidorna är undersidan täckt av ljusare grå päls. Även svansen är uppdelad i en rödbrun ovansida och en gulröd undersida men det finns ingen tydlig gräns. Huvudet ser mera avrundade ut än hos andra släktmedlemmar på grund av tjock päls. Ansiktet är mera grå vad som liknar en ansiktsmask.
Denna ullmaki lever endemisk i Madagaskars östra högland mellan floderna Mangoro och Mananjary. Utbredningsområdet uppskattas vara mindre än 1470 km². Arten vistas i regnskogar. Den är aktiv på natten och klättrar främst i träd.
Avahi betsileo hotas av habitatförstöring och beståndet minskar. IUCN listar den som starkt hotad (EN).